# Disney's Year of Million Dream
Cette fête se veut une suite de la Disney's Happiest Homecoming on Earth pour 2007. Elle consistera en la réalisation d'un million de rêves à travers les cinq parcs de Disney, mais les festivités se dérouleront essentiellement dans les parcs américains.
À cette occasion le logo de Walt Disney Parks and Resorts, la division des parcs à thèmes a été revu.
À noter : les festivités se classent en trois catégories :
- Décorations
- Spectacles et parades
- Rêves

Le 29 janvier 2007, Disney a lancé une campagne publicitaire avec
- David Beckham en Prince Phillip
- Scarlett Johansson en Cendrillon
- pour Alice aux pays des merveilles Oliver Platt en Chapelier Fou, Lyle Lovett en Lièvre de Mars et Beyonce en Alice[1].

## Les parcs

### Disneyland Resort
Les festivités de ce parc pourraient être discrètes, car c'est le Magic Kingdom floridien qui sera au centre des célébrations.
- Décorations

Les décorations du parc sont pour l'instant inconnues.
- Spectacles et parades

La Walt Disney's Parade of Dreams pourrait reprendre du service cette année-là, mais ce n'est pas confirmé.
- Rêves

Le parc réalise le même type de rêve que son homologue floridien mais ici dans un loft, décoré à l'effigie de Mickey, et situé dans un des hôtels. (voir plus bas).
. Attractions 
le parc reçoit Finding Nemo Submarine Voyage, qui reprit le thème de Némo et les sous marins de l'ancienne Submarine Voyage.
Rockin Space Mountain, une version Rock de Space Mountain.

### Walt Disney World Resort
- Décorations

Le château devrait être redécoré, tandis que l'entrée de chaque parc sera décoré d'un château sortant des nuages, le symbole de cette année, et du slogan Where dreams come true.
- Spectacles et parades

La Disney Dreams Come True Parade restera quelle telle. Au pied du Château, la scène utilisée pour la Cinderellabration a été redécorée en bleu, blanc et doré, et un spectacle appelé Dream Along with Mickey se joue sur cette scène.
Un nouveau spectacle à Epcot, nommé Finding Nemo - The Musical , basée sur le film Finding Nemo.
- Rêves

Les rêves exaucés par Walt Disney World Resort devraient être de plusieurs types, tels que la nuitée au Cinderella Castle ou l'accès au attractions sans faire la queue.
. Attractions : 
Monster, Inc : Laugh Floor , une version basée sur le film Monstre et Cie et utilise la même technologie que Turtle with Crush.

### Autres parcs
Aucune information n'a été communiquée pour les festivités des autres parcs (Tokyo Disneyland, Hong Kong Disneyland Resort et Disneyland Paris) qui devraient ne rien organiser.
Disneyland Paris fête toutefois les 15 ans du Parc Disneyland et les 5 ans du parc Walt Disney Studios avec de nouvelles attractions dans les Studios : Crush´s Coaster, Cars Quatre Roues Rallye et The Twillight Zone Tower of Terror en 2008.

### Les nuitées spéciales
Au Disneyland Resort comme à Walt Disney World Resort, une famille choisie par jour pourra dormir pendant une nuit au loft sur le thème de Mickey dans un hôtel du Disneyland Resort, parallèlement au Magic Kingdom qui proposera également une nuit dans la suite royale construite dans le Château de Cendrillon.